# Cronache lunari
Cronache lunari è una serie di romanzi young adult fantascientifica scritta dall'americana Marissa Meyer. Ogni libro contiene una reinterpretazione di una vecchia fiaba, tra cui Cenerentola, Cappuccetto Rosso, Raperonzolo e Biancaneve. La serie è ambientata in un mondo futuribile dove coesistono terrestri, cyborg, androidi e una razza di coloni lunari.

## Romanzi

### Cinder
Cinder è il primo libro delle Cronache lunari. È stato pubblicato il 3 gennaio 2012, mentre in Italia il 13 marzo 2012.
Linh Cinder (basato sulla fiaba di Cenerentola), un cyborg che vive con la sua matrigna e le due sorellastre, lavora come meccanico al mercato di Nuova Pechino. Lì incontra il Principe Kai che le chiede di riparargli il suo androide personale. Dopo che la sorellastra di Cinder, Peony, contrae la peste, Cinder viene costretta a diventare una volontaria per i test di cura. Come risultato, molte informazioni fino ad allora sconosciute riguardanti le origini di Cinder vengono a galla. Allo stesso tempo, tra la Terra e la Luna, una colonia lunare dove la maggior parte dei cittadini hanno abilità speciali, aumentano le tensioni e il Principe Kai è incastrato tra il cercare un'alleanza con la Luna e la sua insolita storia d'amore con Cinder.

### Scarlet
Scarlet è il secondo libro delle Cronache lunari. È stato pubblicato il 3 febbraio 2013, mentre in Italia il 30 aprile 2013.
Scarlet Benoit (basato sulla fiaba di Cappuccetto Rosso) è la nipote di Michelle Benoit, una contadina francese e un'ex pilota militare improvvisamente scomparsa. Durante il viaggio per trovare sua nonna, Scarlet collabora, seppur titubante, con un esperto di combattimenti clandestini di nome Wolf. Come la fiducia di Scarlet nei confronti di Wolf cresce, la sua vecchia banda lunare mette loro i bastoni tra le ruote, testando la lealtà di Wolf. Verità nascoste emergono quando gli intenti malvagi della banda vengono finalmente a galla. Contemporaneamente Cinder unisce le forze con il detenuto Carswell Thorne. La ricerca continua, Scarlet incontra Cinder e diventano alleate per fermare la tirannia della Regina Levana e della sua taumaturga Sybil.

### Cress
Cress è il terzo libro delle Cronache lunari. È stato pubblicato il 4 febbraio 2014, mentre in Italia il 26 aprile 2016.
Crescent Moon Darnel, o "Cress" (basato sulla fiaba di Raperonzolo), è un Guscio (una Lunare senza abilità speciali) prigioniera al servizio di Sybil grazie alle sue capacità informatiche per aiutare la Regina della Luna. Vive da sola su un satellite e ha una cotta per Carswell Thorne e segretamente lavora per sabotare la Regina della Luna fino ad allearsi con Cinder e rimanere invischiata nel piano per salvare la Terra. Anche se sorgono però delle complicazioni e l'equipaggio viene separato, devono fare tutto il possibile per impedire il matrimonio reale che metterà la Terra nelle mani della Regina Levana. E in tutto questo, la peste ha iniziato a mutare e anche i Lunari non sono più al sicuro.

### Fairest
Fairest è il quarto libro delle Cronache lunari. È stato pubblicato il 27 gennaio 2015 mentre in Italia è disponibile. È ambientato, cronologicamente, prima di Cinder.
Fairest è il prequel degli altri libri della serie, e racconta i retroscena e il passato della Regina Levana (basato sul personaggio della Regina Cattiva di Biancaneve). Fairest inizia quando Levana ha circa 15 anni e copre più o meno 10 anni della sua vita, finendo una decade prima dell'inizio del romanzo di Cinder. Levana è cresciuta in una famiglia in cui non si è sentita amata e con una sorella crudele che l'ha tormentata mentalmente e fisicamente per tutta la sua vita. Dopo che i suoi genitori sono stati assassinati da un Guscio, la sorella di Levana, Channary, è diventata Regina ma il suo regno dura poco. Infatti, con l'ascesa di Channary, inizia una spirale inattesa di Levana in cui diventa sempre più spietata e senza cuore.

### Winter
Winter è il quinto libro delle Cronache lunari ed è il seguito di Cress e il libro conclusivo della serie delle Cronache lunari. È stato pubblicato il 10 novembre 2015, mentre in Italia il 20 giugno 2017.
Winter (basato sulla fiaba di Biancaneve) è la figliastra della Regina Levana. Vive sulla Luna nel palazzo reale ed è stata cresciuta dalla matrigna. Ha visto come i poteri della donna l'hanno trasformata in un tiranno senza cuore, così Winter ha deciso di non usare mai il suo dono lunare, fin dall'età di dodici anni. Purtroppo questo ha comportato l'iniziale perdita di sanità mentale della ragazza che è afflitta da terribili allucinazioni. Mentre il libro va avanti, il suo stato mentale va lentamente deteriorando. L'unica fonte di conforto di Winter è il suo unico amico e guardia reale, Jacin Clay, con cui ha una cotta fin dall'infanzia. La Principessa Winter è ammirata dal popolo lunare per la sua grazia e la sua gentilezza e, nonostante le cicatrici sul viso, la sua bellezza è ancora più mozzafiato di quella della sua matrigna, la Regina Levana.

## Raccolta di racconti

### Stars Above
Stars Above è una raccolta di 9 racconti ambientati nell'universo delle Cronache lunari . È stata pubblicata il 2 febbraio 2016 mentre in Italia è ancora inedito. Contiene sia dei racconti precedentemente rilasciati, che altri originali:
- The Keeper: (letteralmente "Il guardiano") un prequel delle Cronache Lunari, che mostra l'infanzia di Scarlet e narra di come la principessa Selene sia finita nelle mani di Michelle Benoit, che si è presa cura di lei.
- Glitches: (letteralmente "Problemi tecnici / malfunzionamento") una storia breve che si svolge prima degli eventi di Cinder e incentrata sulla nostra protagonista che va a vivere con la sua nuova famiglia all'età di 11 anni. Originariamente è stata pubblicata il 27 gennaio 2014.
- The Queen's Army: (letteralmente "L'Esercito della Regina") una storia breve su Wolf e su suo fratello Ran prima del romanzo Scarlet. È stato originariamente pubblicato il 20 novembre 2012.
- Carswell's Guide to Being Lucky: (letteralmente "La guida di Carswell per essere fortunati) una storia breve che descrive l'incidente avvenuto tra Carswell Thorne e Kate Fallow e il recupero del suo schermo portatile citato in Cress. Possiamo dare così uno sguardo al giovane Carswell Thorne, alla sua vita familiare e alla sua adolescenza. È stata originariamente rilasciata il 4 febbraio 2014.
- After Sunshine Passes By: (letteralmente "Dopo che la luce del sole è passata) un prequel di Cress che mostra come una Cress di nove anni sia finita da sola su un satellite, a spiare la Terra per Luna.
- The Princess and The Guard: (letteralmente "La Principessa e la Guardia") una breve storia sull'amicizia tra Winter e Jacin durante la loro infanzia.
- The Little Android: (letteralmente "La piccola Androide") una rivisitazione della fiaba della Sirenetta che si svolge prima degli eventi di Cinder. È stata originariamente pubblicata il 27 gennaio 2014.
- The Mechanic: (letteralmente "Il meccanico") una breve storia sul primo incontro tra Linh Cinder e il Principe Kaito, dal punto di vista di Kai.
- Something Old, Something New: (letteralmente "Qualcosa di vecchio, qualcosa di nuovo") una storia breve ambientata circa 2 anni dopo Winter, durante il matrimonio di Scarlet e Wolf.

## Opere derivate
Wires and Nerves è un sequel sotto forma di graphic novel scritta da Merissa Meyer e illustrata da Douglas Holgate, anch'essa basata nel mondo delle Cronache Lunari. È ambientato dopo gli eventi delle Cronache Lunari ma prima dell'epilogo Stars Above, e ripropone molti dei personaggi che già conosciamo, con Iko come protagonista. Il primo volume, Wires and Nerve, Volume 1, è stato rilasciato il 31 gennaio 2017. Il secondo volume, Wires and Nerve, Volume 2, è uscito il 30 gennaio 2018. Entrambi sono inediti in Italia.

## Critica
La serie è una rivisitazione di vecchie favole in cui le protagoniste femminili non erano altro che partecipanti passive. Per via della rappresentazione di personaggi femminili forti come un'alternativa ai personaggi fiabeschi convenzionali a cui sono ispirati i sei libri di Merissa Meyer, questa serie è ora considerata parte della letteratura femminista.